# Кражба на самоличност
Кражбата на самоличност (на английски: Identity theft) представлява форма на кражба на чужда самоличност, при която някой се представя за някой друг, като приема чужда самоличност, обикновено често подход да се получи достъп до ресурси или да се получи кредит и други облаги от името на оригиналния титуляр на самоличността. Жертвата на кражба на самоличност или потърпевшият (тук се има предвид лицето, чиято самоличност е била приета от крадеца на самоличност) може да претърпи неблагоприятни последици, и следва да потърси отговорност за деянията на извършителя. Кражба на самоличност се установява, когато някой ползва за автентикация на своята самоличност информация за легитимацията на друго лице, като напр. неговото име, ЕГН, или номер на кредитна карта, без негово знание и съгласие, с цел извършване на измама или на други престъпления.